# Birra Moretti
La Birra Moretti es una empresa fabricante de cerveza italiana fundada en Údine en 1859 por Luigi Moretti. En 1996 fue vendido a la empresa holandesa Heineken International, actual propietaria de la marca. La cerveza Moretti es una de las cervezas más vendidas en Italia y es muy famosa en el extranjero.

## Historia
Birra Moretti fue fundada en 1859 por Luigi Moretti en Údine, que en ese momento todavía formaba parte del Imperio austríaco, como la fábrica de cerveza y hielo. Las primeras botellas se pusieron a la venta en 1860. Inicialmente, se esperaba que la compañía produjera 250 000 litros de cerveza al año, lo suficiente para satisfacer la demanda provincial.
La familia Moretti continuó siendo propietaria de la cervecería y el negocio hasta 1989, cuando fue vendida a un consorcio de otros cerveceros, luego, en 1996, fue comprada por la firma holandesa de Heineken. La compañía ahora también posee la marca registrada Birra Moretti. La fábrica original en Údine se cerró en 1992, después de que la elaboración de la cerveza se transfiriera a San Giorgio di Nogaro, también en el Friul.
Tras el descubrimiento por parte de la Autoridad Antimonopolio italiana de que Heineken ocupaba una posición dominante en el mercado italiano, la empresa se vio obligada a vender la fábrica de cerveza en San Giorgio di Nogaro en 1997. Posteriormente, fue adquirida por un nuevo consorcio cervecero llamado Birra Castello group, que ahora posee la propiedad. La producción de las cervezas Birra Moretti se trasladó luego a otras plantas en Italia controladas por el grupo Heineken, como las de Assemini, Comun Nuovo, Massafra y Pollein.
En 2015, Heineken lanzó seis nuevos productos Birra Moretti: dos nuevos Radler, Birra Moretti Radler Gazzosa y Chinotto, así como seis cervezas dedicadas a las tradiciones culinarias de las regiones italianas: Birra Moretti a Friuli, Birra Moretti siciliana, cerveza Moretti piamontesa, Birra Moretti toscana, Birra Moretti pullés y la de Lucana.
En 1942 el Comendador Lao Menazzi Moretti vio a un anciano de bigotes sentado en una mesa en la histórica trattoria Boschetti de Tricesimo en la provincia de Údine. Moretti, pensando que el hombre podría representar su cerveza muy bien, decidió que le pediría permiso para fotografiarlo a cambio de una recompensa al gusto del hombre. "Che al mi dedi di bevi, mi base" - dijo el hombre en el idioma friulano, o "Dame de beber, lo suficiente para mí". Esa foto fue posteriormente entregada a la ilustradora Segala, alias Franca Segala, quien diseñó el famoso manifiesto.
Otra versión, sin embargo, afirma que la foto fue tomada por la fotógrafa alemana Erika Groth-Schachtenberger en 1939. La foto retrató a un granjero tirolés de Thaur en Tirol, a pocos kilómetros de Innsbruck. Groth no habría autorizado el uso de su fotografía si supiera que se utilizaría para las campañas publicitarias de Moretti en 1956. Se vería en una cartelera y este descubrimiento también habría resultado en una disputa legal.
A lo largo de los años, el bigote fue interpretado por varios actores; el rostro más familiar fue el del famoso actor y actor de voz Marcello Tusco, reemplazado después de su repentina muerte por Orso Maria Guerrini.

## Variedades

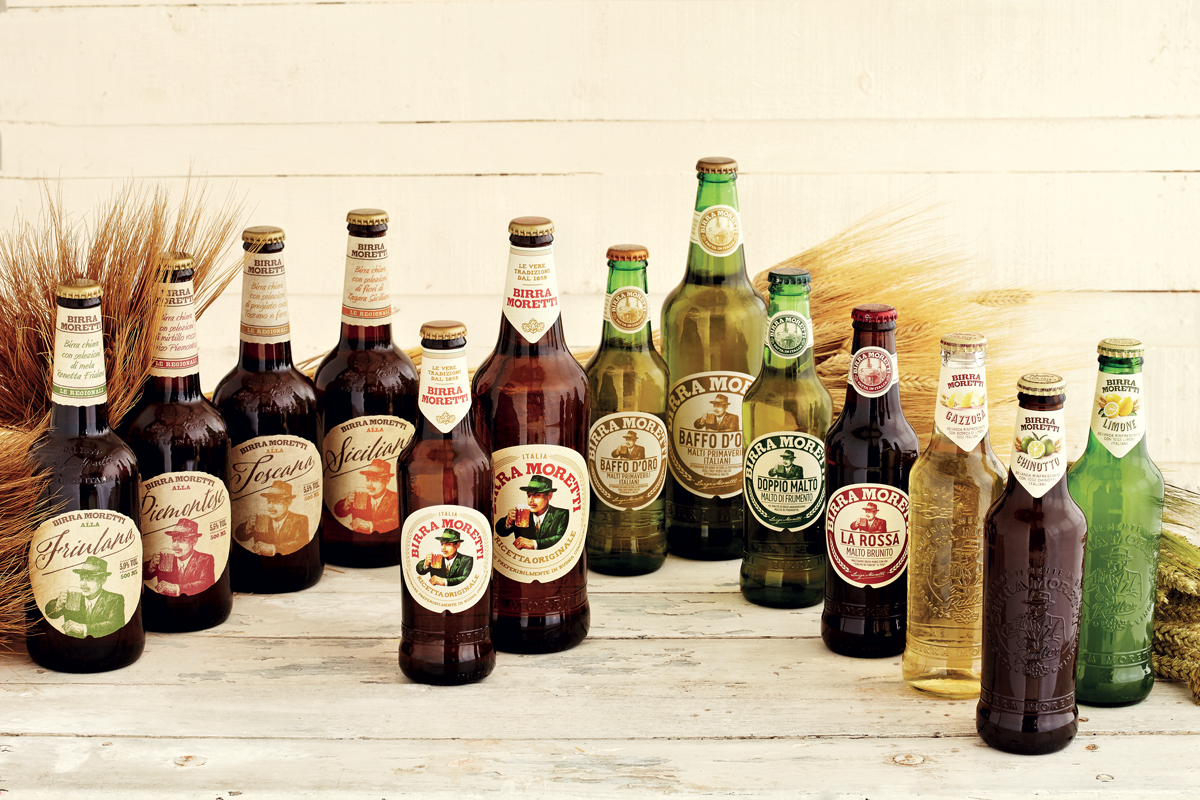
Productos Birra Moretti

Hay ocho cervezas bajo la denominación de Birra Moretti:
- Birra Moretti Pale lager
- Birra Moretti La Rossa Double bock
- Birra Moretti Doppio Malto Double bock
- Baffo d'Oro Premium malt
- Birra Moretti Zero Sin alcohol
- San Souci Premium lager